# Mahorische Fußballauswahl der Frauen
Die mahorische Frauenfußballauswahl ist eine Auswahlmannschaft der Ligue Mahoraise de Football, die die Insel Mayotte auf internationaler Ebene bei Frauen-Länderspielen vertritt. Eine Teilnahme am Afrika-Cup oder an Weltmeisterschaften ist nicht möglich, da der Verband weder Mitglied der CAF noch der FIFA ist.

## Geschichte
Ihr erstes Spiel absolvierte die Mannschaft am 2. Mai 2015. Das Freundschaftsspiel gegen Réunion wurde mit 1:6 verloren. Beim Fußballturnier der Indian Ocean Island Games 2015 erzielte Mayotte in der Gruppenphase zwei Siege gegen die Malediven und die Seychellen, wobei das Spiel gegen die Malediven erst im Elfmeterschießen gewonnen wurde. Das Halbfinale gegen Réunion wurde verloren, jedoch konnte das Spiel um Platz drei gegen die Seychellen gewonnen werden.

## Turniere

### Weltmeisterschaft
- 1991 bis 2023 – nicht teilgenommen

### Afrika-Cup
- 1991 bis 2025 – nicht teilgenommen